# Stratiotes aloides
Stratiotes es un género monotípico de plantas acuáticas de la familia Hydrocharitaceae. Su única especie, la pita de agua (Stratiotes aloides L., Sp. Pl.: 535 (1753)), es originaria de Eurasia.

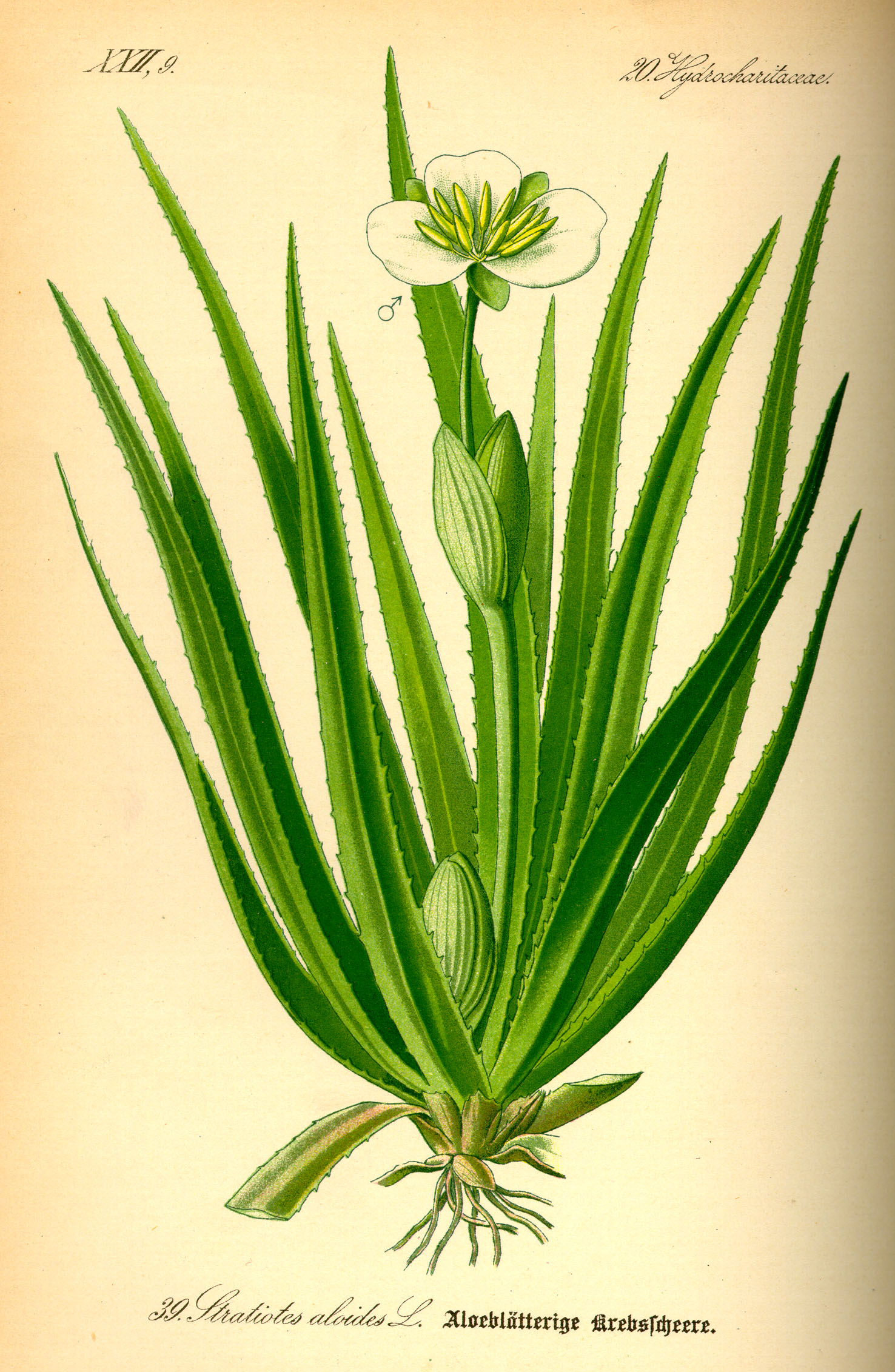
Ilustración

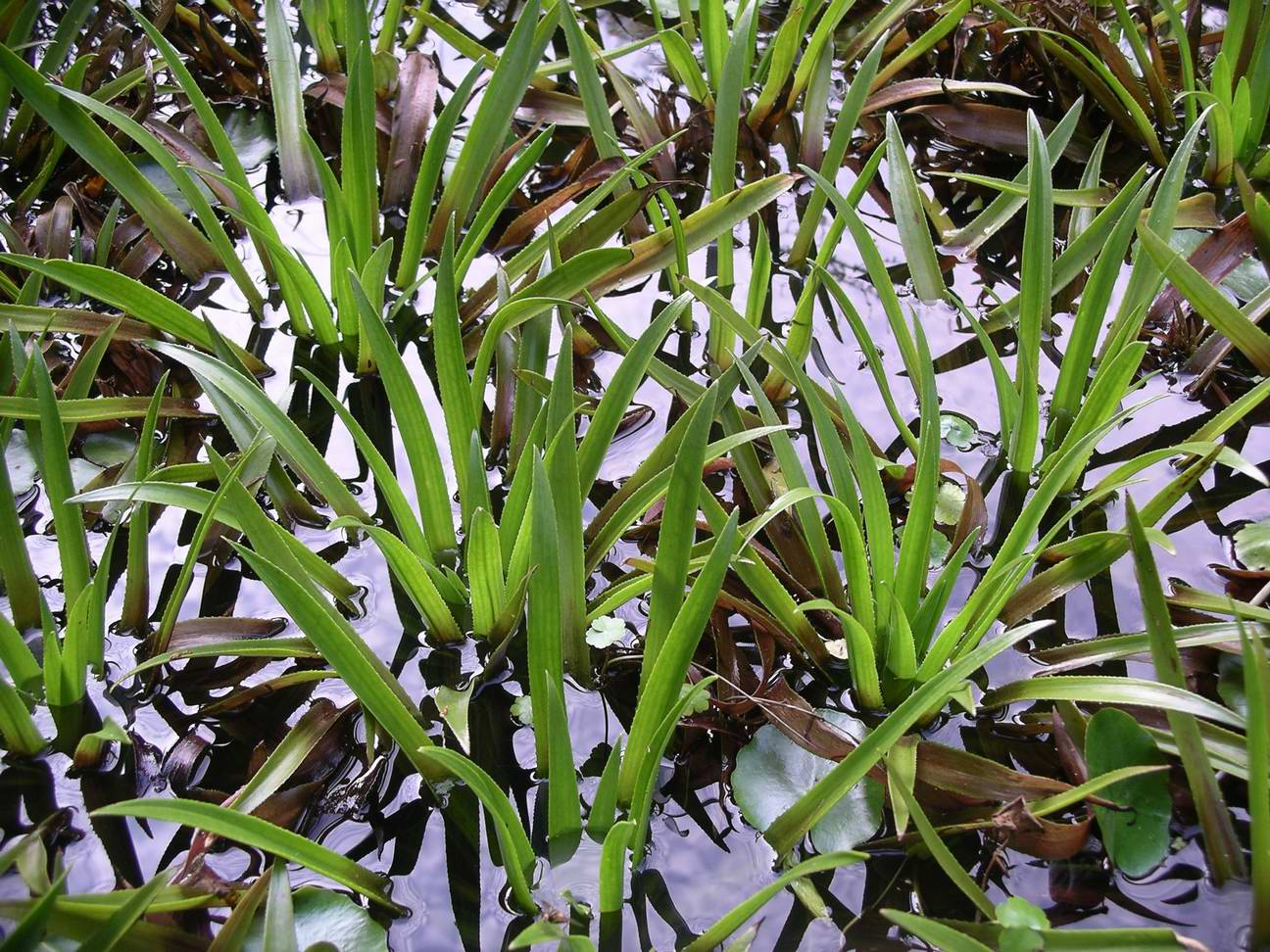
En su hábitat

## Descripción
Las hojas son aserradas y muy frágiles, rompiéndose fácilmente al manipularlas. La reproducción es generalmente por compensaciones, lo que puede el número 5 o más por planta. En el Reino Unido, las plantas masculinas se producen rara vez, nunca se ha grabado, aunque algunas flores hermafroditas se han registrado en mayor número de puntos del sur. La reproducción sexual no se conece que se produzca.
En España está considera planta extinguida, por Resolución de 1 de agosto de 2018, de la Secretaría de Estado de Medio Ambiente, por la que se publica el Acuerdo de la Conferencia Sectorial de Medio Ambiente en relación con el Listado de especies extinguidas en todo el medio natural español. BOE Nº 195, lunes 13 de agosto de 2018.

## Ecología
La planta parece estar asociada con aguas calcáreas y hay una sugerencia de que los niveles cambiantes de carbonato de calcio en las hojas puede explicar el comportamiento flotante y sumergido.
La rara libélula , Aeshna isosceles, se basa en la presencia de Stratiotes aloides como fuente de alimento para los más pequeños insectos de los que se alimenta. Son muy resistentes al frío.

## Taxonomía
Stratiotes aloides fue descrita por Carlos Linneo y publicado en Species Plantarum 1: 535. 1753.
Sinonimia
- Stratiotes aquaticus Pall., Reise Russ. Reich. 3: 315 (1776).
- Stratiotes ensiformis Gilib., Fl. Lit. Inch. 2: 220 (1782), opus utique oppr.
- Stratiotes aculeatus Stokes, Bot. Mat. Med. 3: 52 (1812).
- Stratiotes generalis E.H.L.Krause in J.Sturm, Deutschl. Fl., ed. 2, 4: 96 (1905).
- Stratiotes aloides f. submersa Gluck in A.Pascher, Süsswasserflora 15: 110 (1936).[2]